# Teléfono inalámbrico spc telecom 7025
El spc telecom 7025 es un teléfono inalámbrico DECT de spc telecom. El spc telecom 7025 tiene una pantalla o display LCD iluminado para una mejor visualización. En esta pantalla, el usuario puede comprobar quien le ha llamado, gracias a que el teléfono incorpora identificación de llamada, operativa incluso cuando se está manteniendo una conversación y alguien llama. Dispone de una completa agenda de 40 números con su nombre asociado a cada una. Por ejemplo: Miguel 909 766 000. Por último el teléfono incorpora 12 melodías polifónicas y viene en color plata con elementos decorativos en azul.
El teléfono incorpora clavija telefónica RJ-11 y está específicamente comprobado para la red telefónica española.

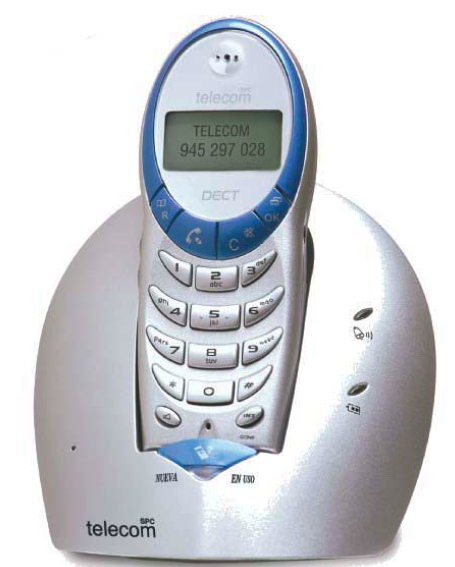
Teléfono inalámbrico spc telecom 7025

## Características
- Identificación de llamadas con agenda electrónica asociada
- Identificación de llamada en espera
- Agenda de 40 números y nombres
- Manos libres
- Iluminación en pantalla
- Timbre con 12 melodías polifónicas
- Menú en pantalla de fácil manejo

## Especificaciones técnicas
- GAP compatible
- Identificación del número de abonado llamante (25 posiciones)
- Identificación del número de abonado llamante durante llamada en espera
- Agenda con 40 registros (8 caracteres y 18 dígitos)
- Manos libres
- Conexión para auriculares (no incluidos)
- Iluminación de pantalla
- Menú en pantalla de fácil manejo
- Pantalla de 3 líneas, 1 de iconos y 2 de caracteres/dígitos
- Llamada a los 10 últimos números marcados
- Indicador de batería (3 niveles)
- Indicador óptico y audible de fuera de cobertura y batería baja
- Indicador de uso y de carga en la base
- Tecla R
- Nivel de auricular y manos libres regulable
- Ajuste fecha y hora
- Búsqueda del portátil desde la base
- Tiempo de conversación en pantalla
- Bloqueo del teclado del portátil
- 5 niveles de volumen de timbre (incluido silencio) en portátil
- 6 niveles de volumen de timbre (incluido silencio) en base
- 17 melodías de timbre en el portátil (12 polifónicas)
- 5 melodías de timbre en la base
- Configuración de prioridad de timbres
- Función Alarma – Despertador
- Función Babysitter (Monitor)
- Teclado sonoro (on/off)
- Configuración del nombre del portátil
- Restricción de llamadas
- Código de acceso a centralita (PABX)
- Número PIN
- Pinza de sujeción
- Marcación en colgado
- 1 base puede registrar hasta 5 portátiles
- 1 portátil puede registrarse hasta en 4 bases
- Llamadas internas entre portátiles
- Transferencia de llamadas entre portátiles
- Llamada en conferencia entre portátiles
- Llamada en conferencia entre 2 portátiles y 1 llamada externa
- Peso del portátil 98 g
- Medidas del portátil 120 x 48 x 27 mm
- Certificado CE

- Datos: Q5561743